# 三好順作
三好 順作（みよし じゅんさく）は、読売テレビ報道局専門部長。以前は、制作局、報道局を経て、コンテンツ開発事業局・映画事業担当部長、編成局コンテンツビジネスセンター東京コンテンツ事業部長。2016年9月から12月までは制作局チーフプロデューサー。2017年6月1日から2021年6月まで編成局宣伝部長。2021年6月1日付現職。
担当した映画は『私の頭の中の消しゴム』、『ALWAYS 三丁目の夕日』、『デスノート』、『名探偵コナン 紺碧の棺』など。
テレビ番組は『今夜なに色?』、『11PM』、『EXテレビ』、『ニューススクランブル』など。

## 担当した映画
- 犬夜叉 紅蓮の蓬莱島
- 阿修羅城の瞳
- 名探偵コナン 水平線上の陰謀
- 逆境ナイン
- SHINOBI-HEART UNDER BLADE-
- 私の頭の中の消しゴム
- ALWAYS 三丁目の夕日
- ブラック・ジャック ふたりの黒い医者
- 名探偵コナン 探偵たちの鎮魂歌
- デスノート / デスノート the Last name
- 花田少年史
- マスターオブサンダー
- 愛の流刑地
- 東京タワー 〜オカンとボクと、時々、オトン〜
- 名探偵コナン 紺碧の棺
- パッチギ! LOVE&PEACE

## 担当した主な番組
- 11PM
- 今夜なに色?
- EXテレビ
- 報道スペシャル
- 大阪ほんわかテレビ
- 目玉とメガネ!
- ドキュメント
- ウェークアップ!
- ズームイン!!朝!
- ニューススクランブル
- あさパラ!（チーフプロデューサー）
- 八方・陣内・方正の黄金列伝（チーフプロデューサー）
- 上沼・高田のクギズケ!（宣伝）
- かんさい情報ネットten.（宣伝）
- もんくもん（宣伝）